# Наварія
Нава́рія — село в Україні, у Пустомитівській міській громаді Львівського району Львівської області. Розташоване на відстані 14 км південніше від обласного центру при трасі на Пустомити.

## Населення
За даними Всеукраїнського перепису населення 2001 року, у селі мешкало 1493 особи. Мовний склад села був таким:
| Мова       | Число ос. | Відсоток |
| ---------- | --------- | -------- |
| українська | 1 470     | 98,46    |
| російська  | 21        | 1,41     |
| польська   | 2         | 0,13     |

## Топоніми

### Урбаноніми
В Наварії нараховується 18 вулиць:
- Глибока
- Зелена
- Львівська
- Музична
- Олімпійська
- Орлика
- Паралельна
- Петлюри
- Приозерна
- Сагайдачного
- Садівнича
- Садівнича (дачі)
- Садова
- Стефаника
- Учнівська
- Холмська
- Шкільна
- Яремчука

## Історія
Наприкінці XVI — початку XVIII століття Наварія була містечком Руського воєводства.
1578 року король Стефан Баторій надав Наварії магдебурзьке право і привілеї з дозволом на проведення торгівлі, що мало великий вплив на розвиток містечка.
Наприкінці XVI століття, очевидно, виник перший герб Наварії — замкова стіна з воротами і 3 баштами.
Після другого поділу Речі Посполитої австрійський уряд визнав Наварію містечком Львівського округу.
1 серпня 1934 року було створено сільську ґміну Наварія у Львівському повіті з центром ґміни в селі Наварія. До неї увійшли сільські громади: Басьовка, Ґлінна, Годовіце, Лєсьньовіце, Малічковіце, Мілошовіце, Мосткі, Наґужани, Навар'я, Подсадкі, Полянка, Поршна, Пустомити, Сємянувка. У 1934 році територія ґміни становила 144,61 км². Населення ґміни на 1931 рік становило 15181 особа. Налічувалося 2673 житлові будинки. Ґміна Наварія зайнята 12 вересня 1939 року 1-шою гірськопіхотною дивізією. Відповідно до Пакту Молотова — Ріббентропа, 23 вересня територія ґміни була передана радянським військам. Ґміна ліквідована у 1940 році у зв'язку з утворенням Сокільницького району.
У серпні 2017 року в Наварії відкрито нове приміщення школи-гімназії та завод ТОВ «Електроконтакт Україна».

## Пам'ятки архітектури

### Костел Внебовзяття Пресвятої Діви Марії
Римо-католицька парафія в Наварії була вже принаймні у 1624 році. Був і старий костел, який у 1618—1621 роках знищили татари. Невдовзі храм було відбудовано з дерева (згорів у 1630 році). Завдяки фінансовій підтримці Єлизавети Гумницької у 1641 році розпочалося будівництво мурованого костелу. Будівництво храму було закінчено у 1645 році, освячено львівським єпископом-помічником Анджеєм Сшедзінським. Але за кілька років почалася Хмельниччина, і святиню знов було знищено.
Храм відбудований, у тому ж столітті і став санктуарієм Святого Валентина: в костелі знаходилися мощі відомого у всьому світі покровителя закоханих. У 1739 році той костел частково розібрали через загрозу обвалу будівлі.
Храм відновлено у 1740—1760 роках під керівництвом відомого архітектора Бернарда Меретина. У художньому оформленні костелу брали участь художник Станіслав Строїнський та скульптор Антон Осінський. У інтер'єрах був живопис роботи Антоніо Тавеллі (1770).
1774 року закінчено оздоблювальні роботи, храм було освячено львівським латинським архиєпископом Вацлавом Сераковським на честь Успіння Пресвятої Діви Марії. 1776 року під керівництвом відомого архітектора Петра (Пйотра) Полейовського було споруджено дзвіницю.
Споруда з типово бароковою зовнішністю (на зразок храму Іль Джезу в Римі) складена з пісковику та червоної цегли на вапняковому розчині. У плані це тринавна чотиристовпна базиліка з п'ятикутною апсидою і симетрично розміщеними квадратовими бічними приміщеннями. Головний фасад завершено високим бароковим фронтоном, прикрашеним білокам'яними вазами. У оформленні фасадів застосовано коринфський ордер.
Дзвіниця стоїть на південний захід від головного фасаду костелу. Вона цегляна, прямокутна у плані, одноярусна, завершена розвинутим бароковим фронтоном з одним прирізом для дзвону. Дзвіниця оформлена пілястрами, карнизами складного профілю, вазами та іншими білокам'яними деталями. Дзвіниця і храм разом творять гармонійний ансамбль, характерний для львівської архітектурної школи.

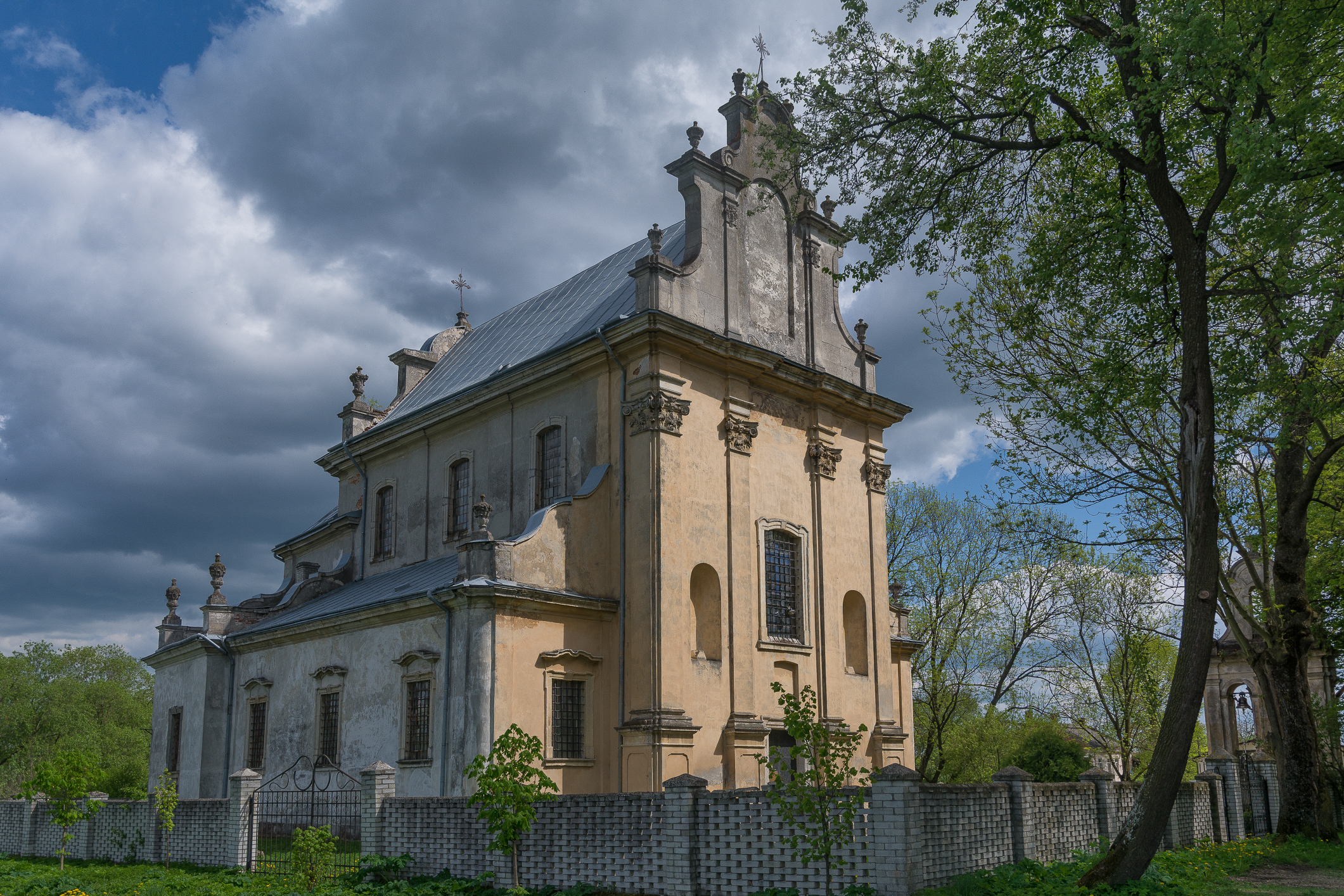
Фасад костелу Внебовзяття Пресвятої Діви Марії
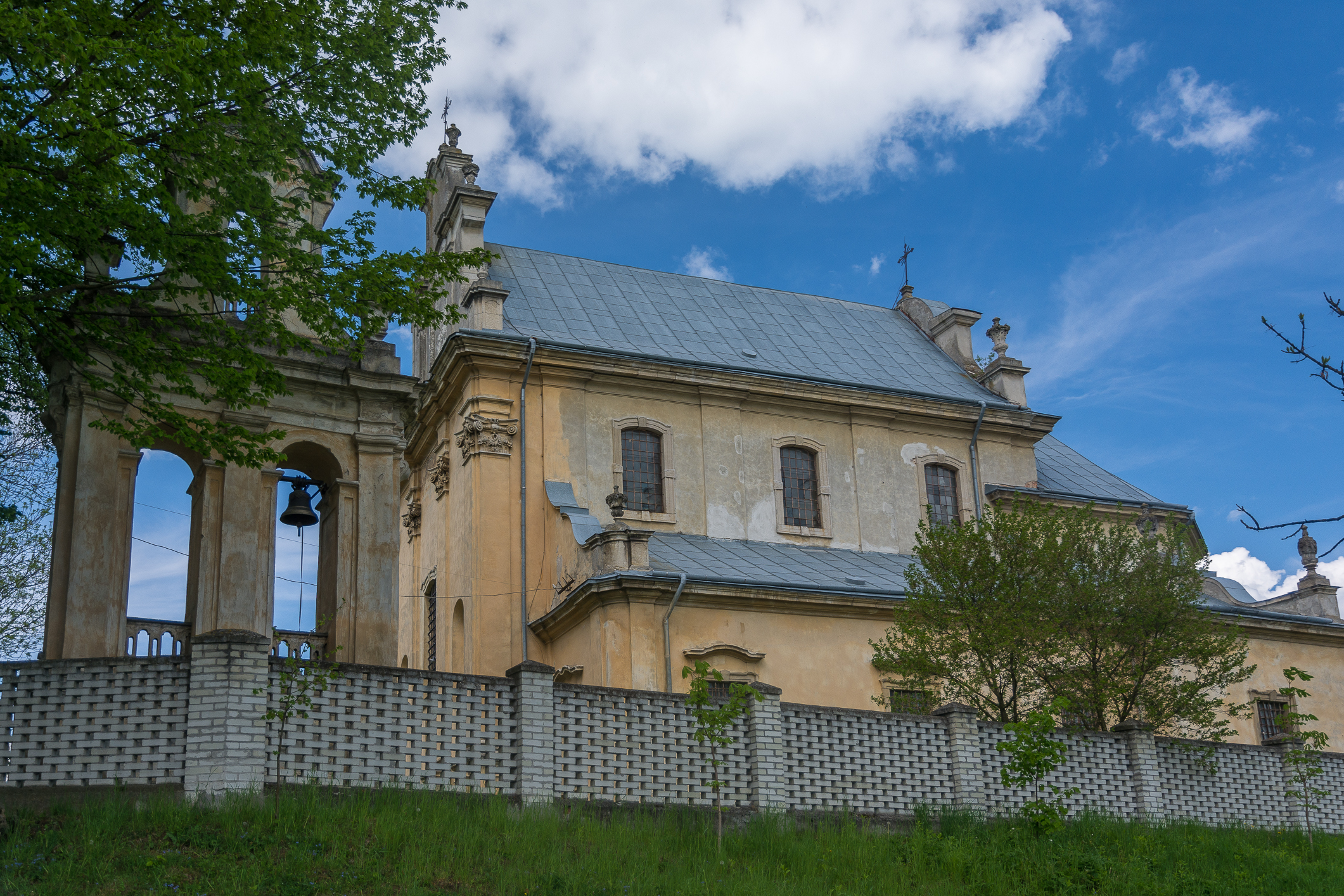
Костел Внебовзяття Пресвятої Діви Марії
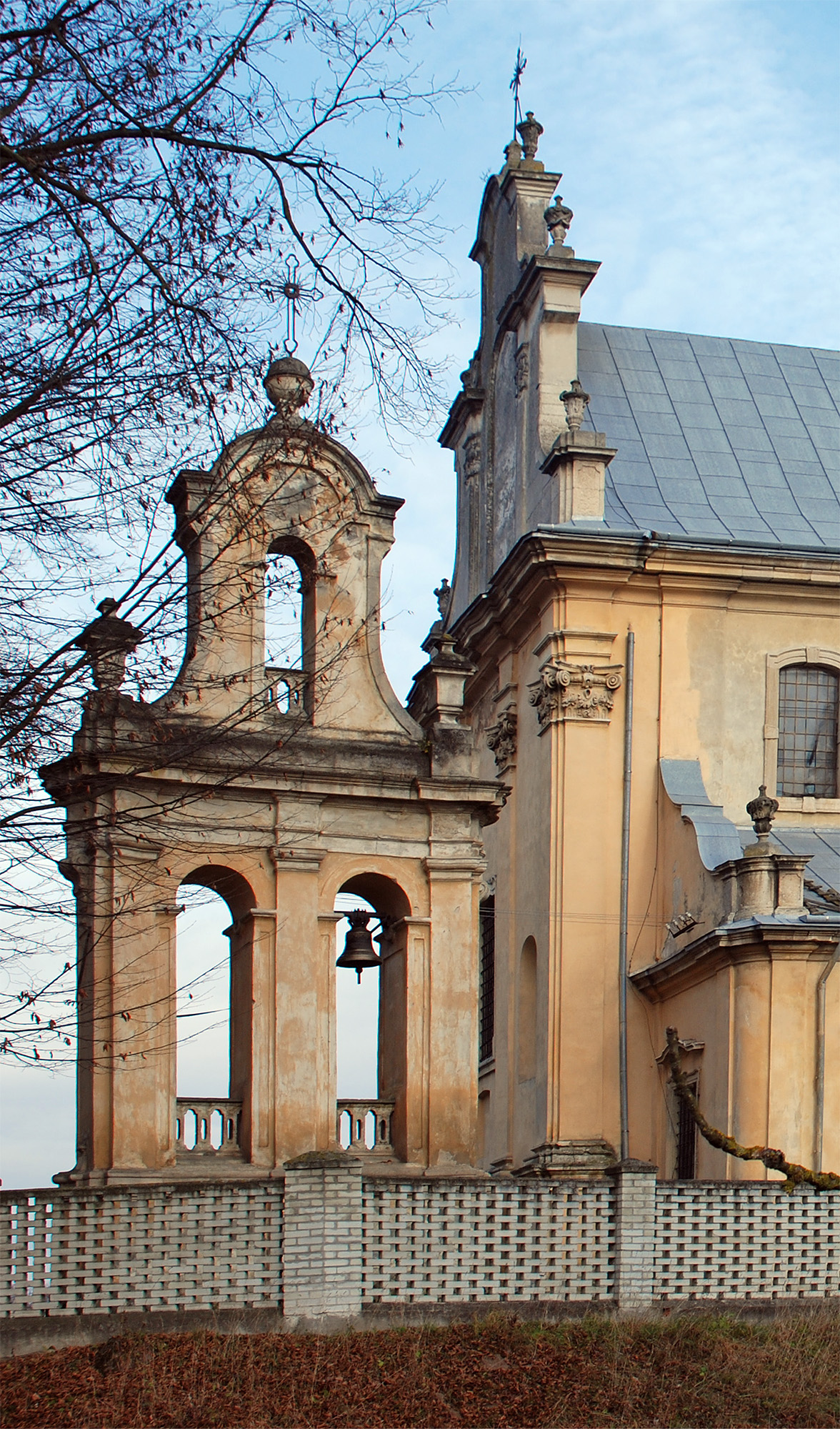
Дзвіниця костелу

### Церква Зіслання Святого Духа
Церква Зіслання Святого Духа — мурована церква, яка була споруджена у 1872 році на місці давнішої дерев'яної церкви Пресвятої Трійці (дата заснування якої — 10 вересня 1754 року). Перша реставрація храму відбулася у 1873 році за сприянням місцевої влади та коштам мецената Миколая Потоцького. Про існування на цьому місці більш давнього храму свідчить іконостас, датований 1730 роком, який був перенесений зі старої церкви і вже майже 150 років є окрасою церкви. При церкві знаходилася дерев'яна дзвіниця з двома дзвонами. У 1928 році церква була відновлена зусиллями парафіян. Поряд збудований будинок плебанії.
Нині церква належить до Сокільницького Протопресвітерату Львівської Архиєпархії Української Греко-Католицької церкви. Адміністратор парафії Зіслання Святого Духа с. Наварія — о. Ігор Гарась.

## Освіта
В селі діють Наварійський ліцей та заклад дошкільної освіти с. Наварія Пустомитівської міської ради Львівської області.

## Спорт
На Наварійському озері проводили змагання всесоюзного та всеукраїнського рівня, проводять чемпіонати Львівщини з веслування на байдарках і каное. З 1974 року тут діє СДЮШОР «Веслярик». Місцеві вихованці були призерами всеукраїнських змагань, учасниками чемпіонатів світу, Європи та Олімпійських ігор: Роман Нагірний, Василь Береза, Лілія Гайор, Олег Тарновський, Віталій Вергелес.